# Petrorhagia kennedyae
Petrorhagia kennedyae är en nejlikväxtart som först beskrevs av Albert Bruce Jackson och Turrill, och fick sitt nu gällande namn av Peter William Ball och Heywood. Petrorhagia kennedyae ingår i släktet klippnejlikor, och familjen nejlikväxter. Inga underarter finns listade i Catalogue of Life.